# Paramaenas affinis
Paramaenas affinis är en fjärilsart som beskrevs av Rothschild 1933. Paramaenas affinis ingår i släktet Paramaenas och familjen björnspinnare. Inga underarter finns listade i Catalogue of Life.